# Oumou Sow
Oumou Sow (* 1970) ist eine guineische Sprinterin. Sie war 1992 Teilnehmerin der Olympischen Spiele.

## Leben
Oumou Sow nahm als Leichtathletik-Juniorenweltmeisterschaften 1988 in Greater Sudbury (Kanada) als Sprinterin bei dem 100- und 200-Meter-Wettbewerb teil. Sie kam in der Vorrunde nicht weiter.
Sie nahm an den Olympischen Sommerspielen 1992 in Barcelona teil. Bei dem 200-Meter-Wettbewerb startete sie die Kurzstrecke im Lauf 4 der Vorausscheidung, beendete den Lauf aber nicht (DNF) und konnte sich damit nicht weiter in die Runde 1 qualifizieren. Mit ihrer persönlichen Bestzeit von 12,52 Sekunden lief sie die 100-Meter-Strecke bei den Leichtathletik-Weltmeisterschaften 1993 in Stuttgart in der Vorrunde. In diesem Lauf wurde sie 6., was aber sie nicht für die nächste Runde qualifizierte. Auch für die 200-Meter-Strecke trat sie in Stuttgart an, auch hier lief sie eine persönliche Bestzeit, die Zeit von 25,81 Sekunden reichten auch hier nicht für die Qualifikation der nächsten Runde.
1994 nahm sie bei den Spielen der Frankophonie in Bondoufle teil, sie lief die 100- und 200-Meter Strecke und war Teil der 4-mal-100-Meter-Staffel.

## Persönliche Bestleistungen
- 100-Meter-Wettbewerb: 12,52 s (1993, Stuttgart)[6]
- 200-Meter-Wettbewerb: 24,9 s (1991)[2]
- 200-Meter-Wettbewerb: 25,81 s (1993, Stuttgart)[6]